# Oudeschip

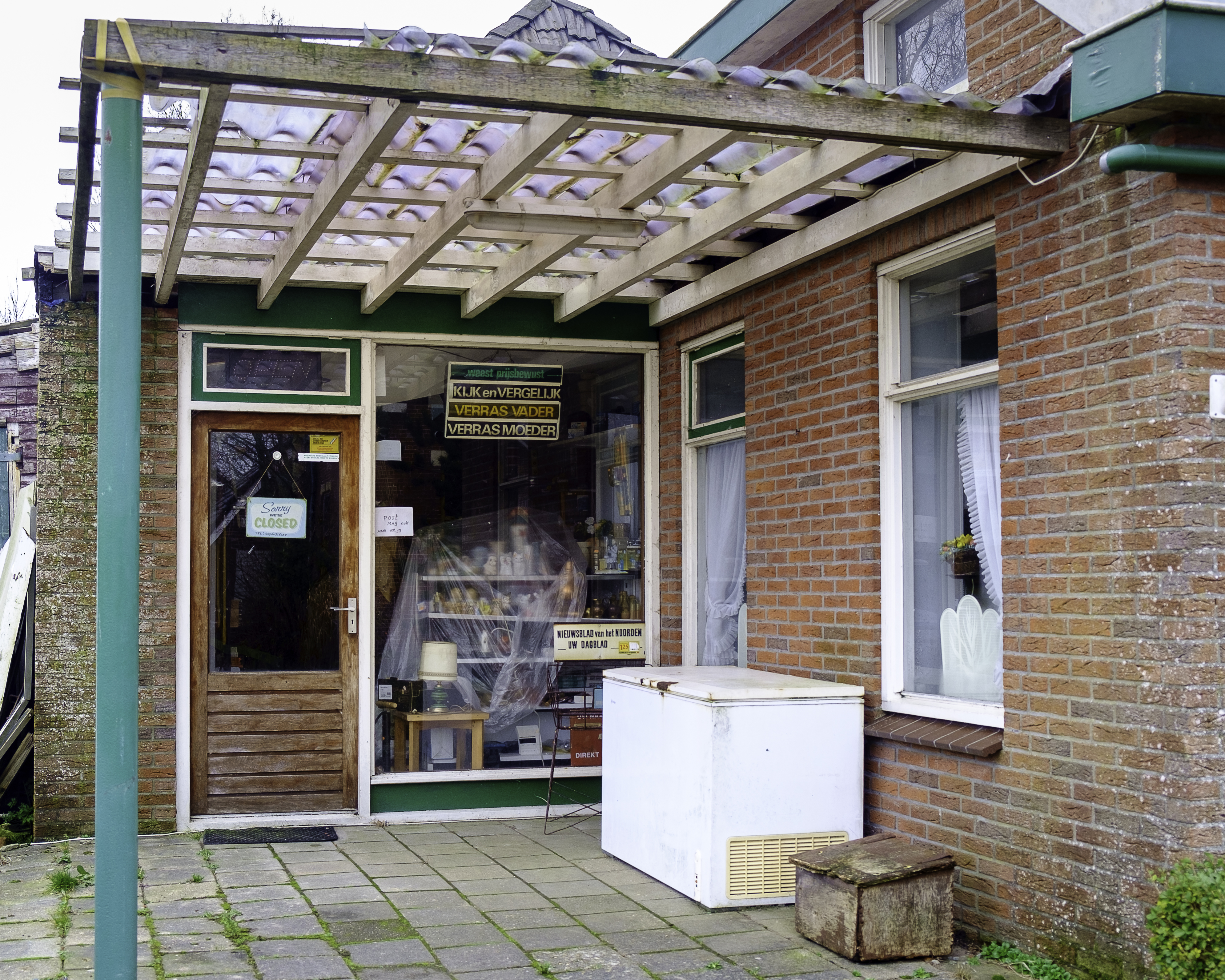
Voormalige 'winkel van sinkel' van Luit Kap

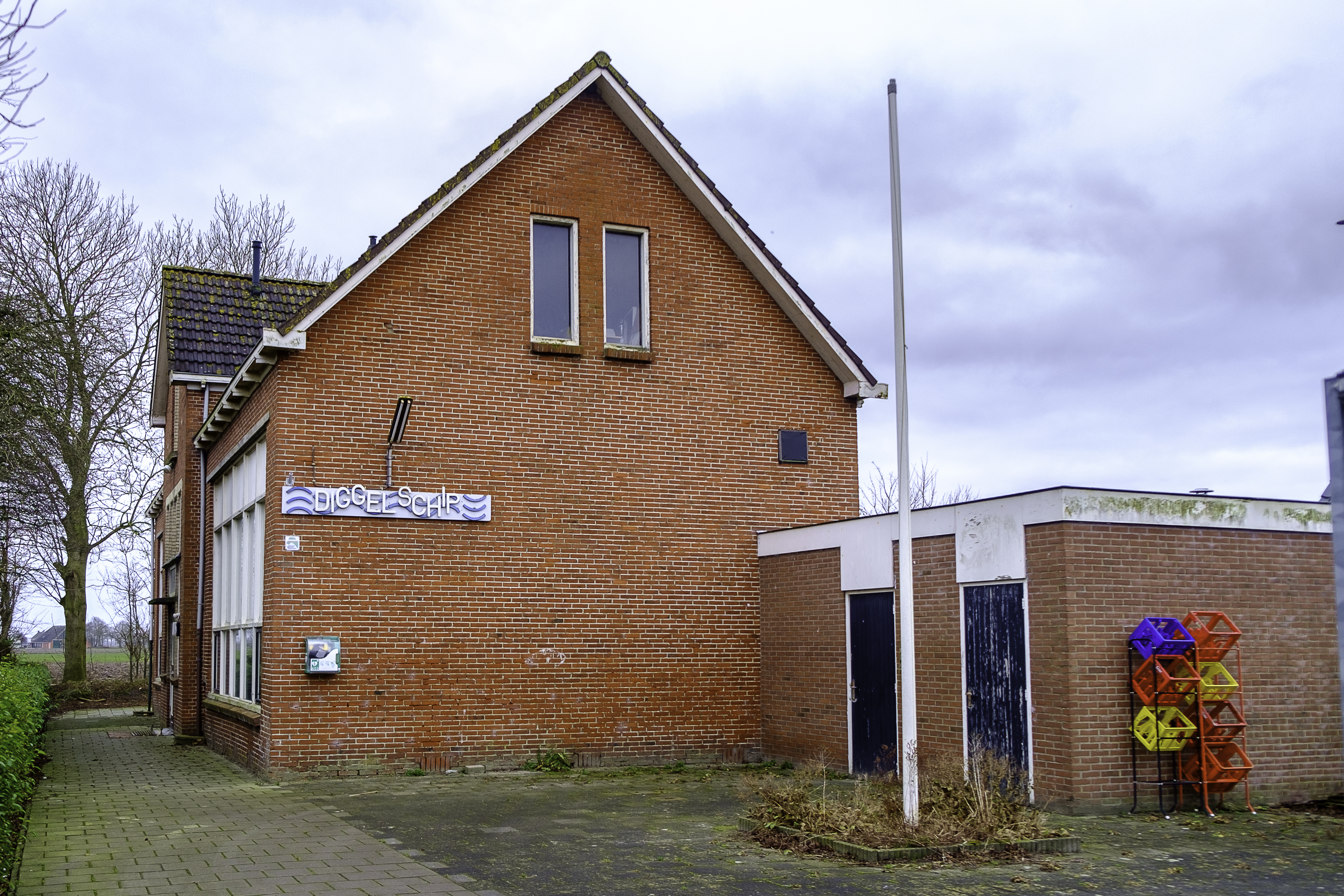
Dorpshuis 'Diggelschip', vroeger achtereenvolgens gereformeerde en openbare school

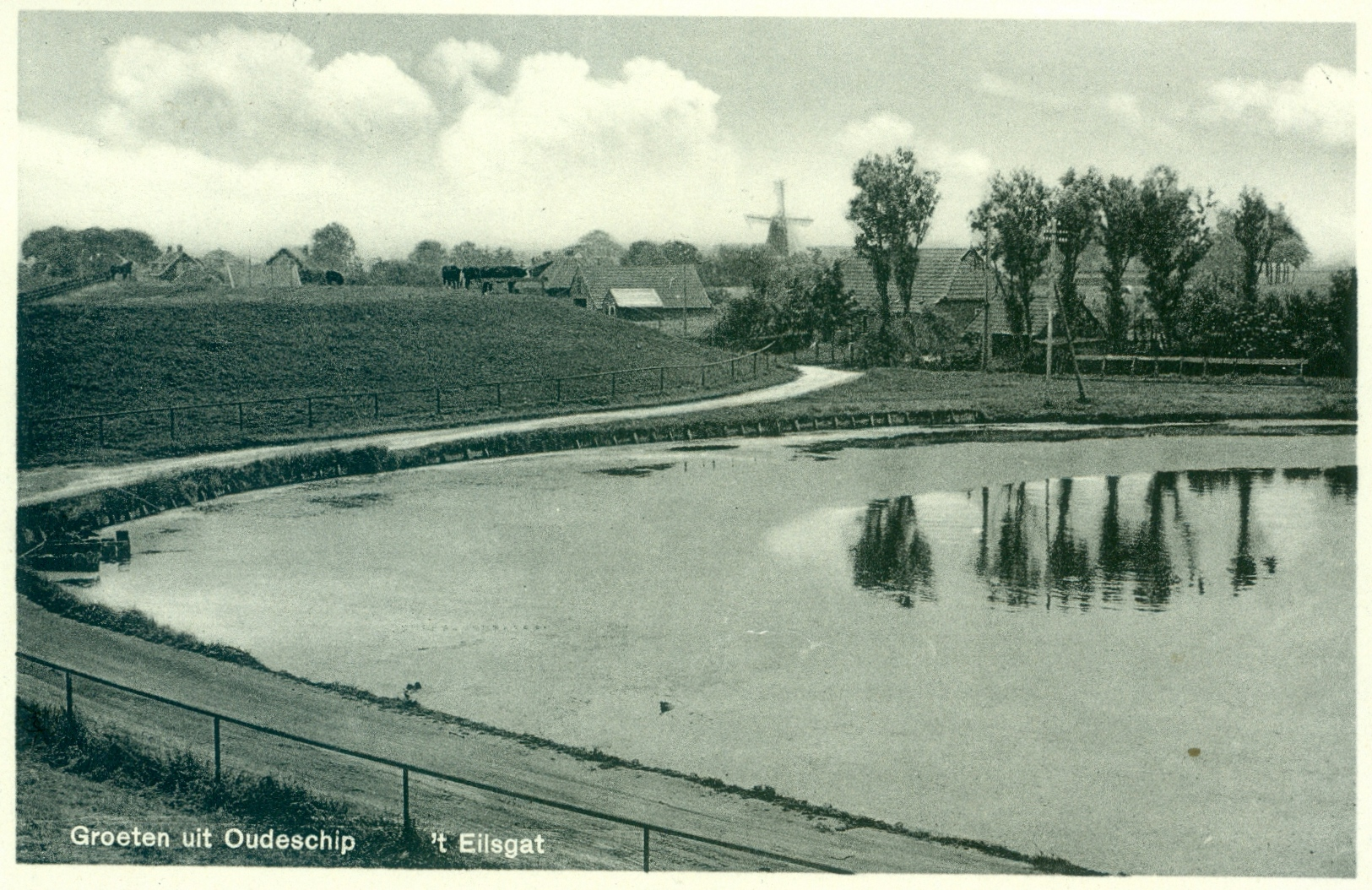
't Aeilsgat voordat de molen werd afgebroken

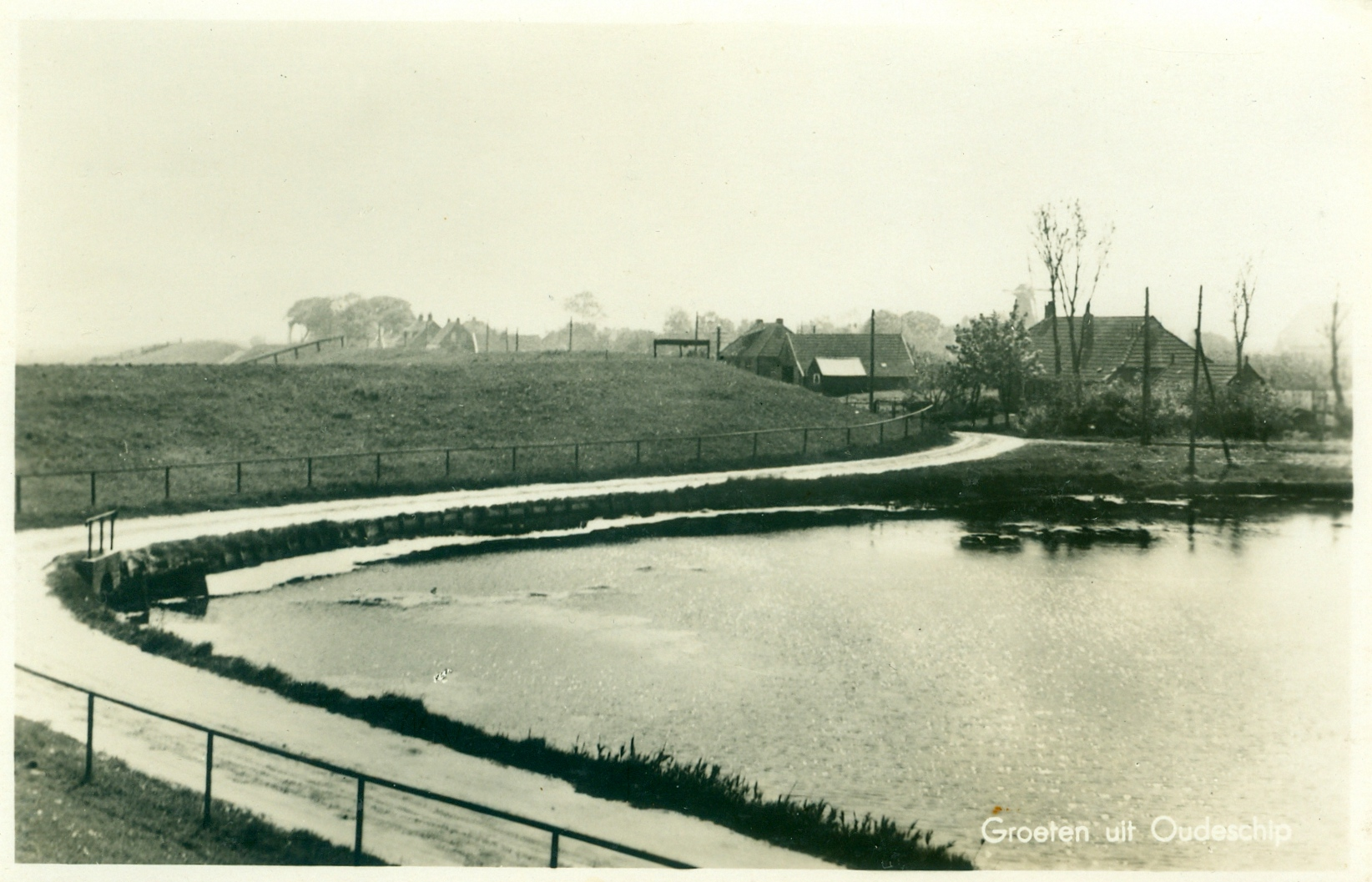
't Aeilsgat nadat de molen is afgebroken

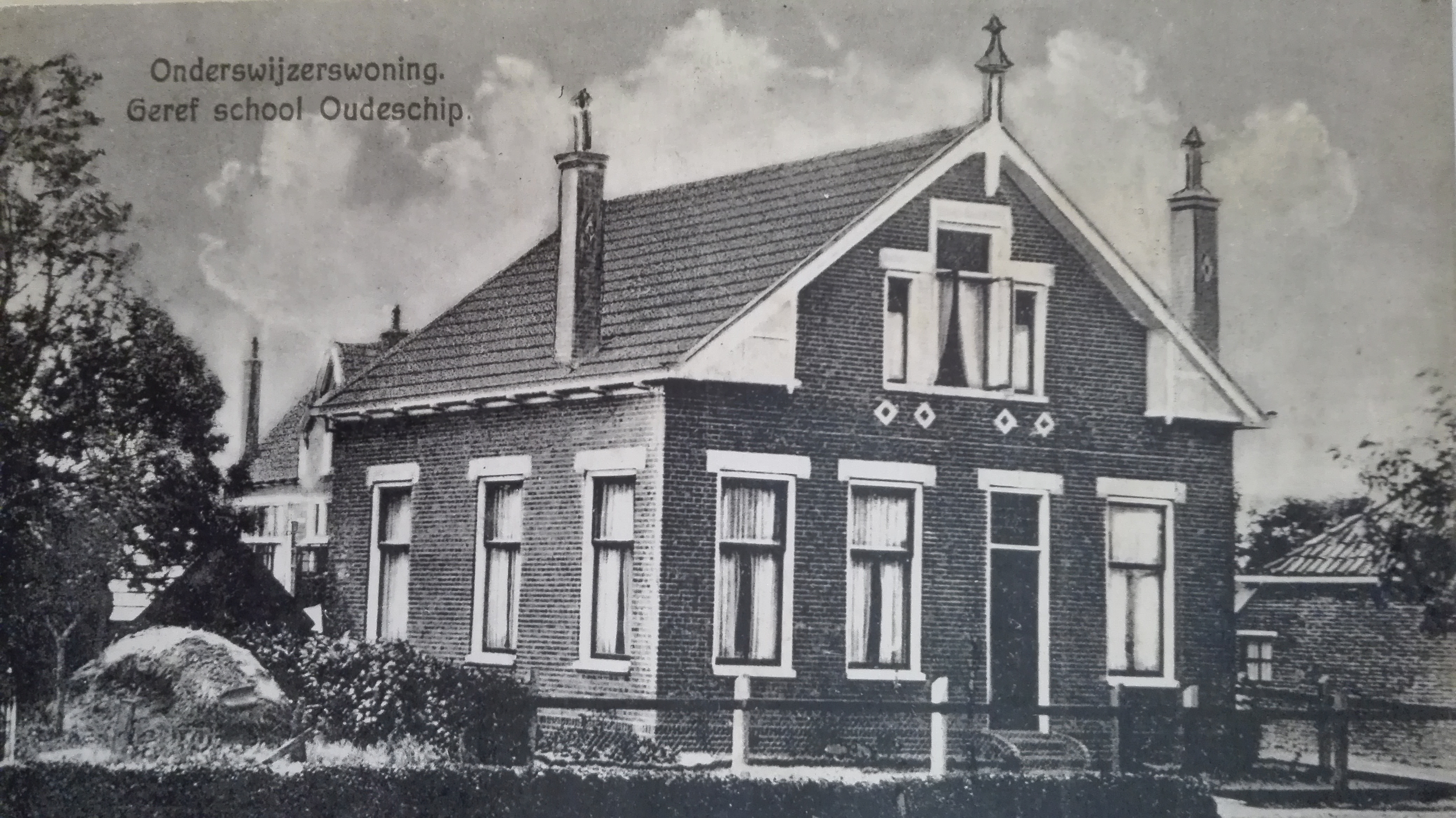
Woonhuis van het hoofd van de Gereformeerde Lagere School (1930-1940)

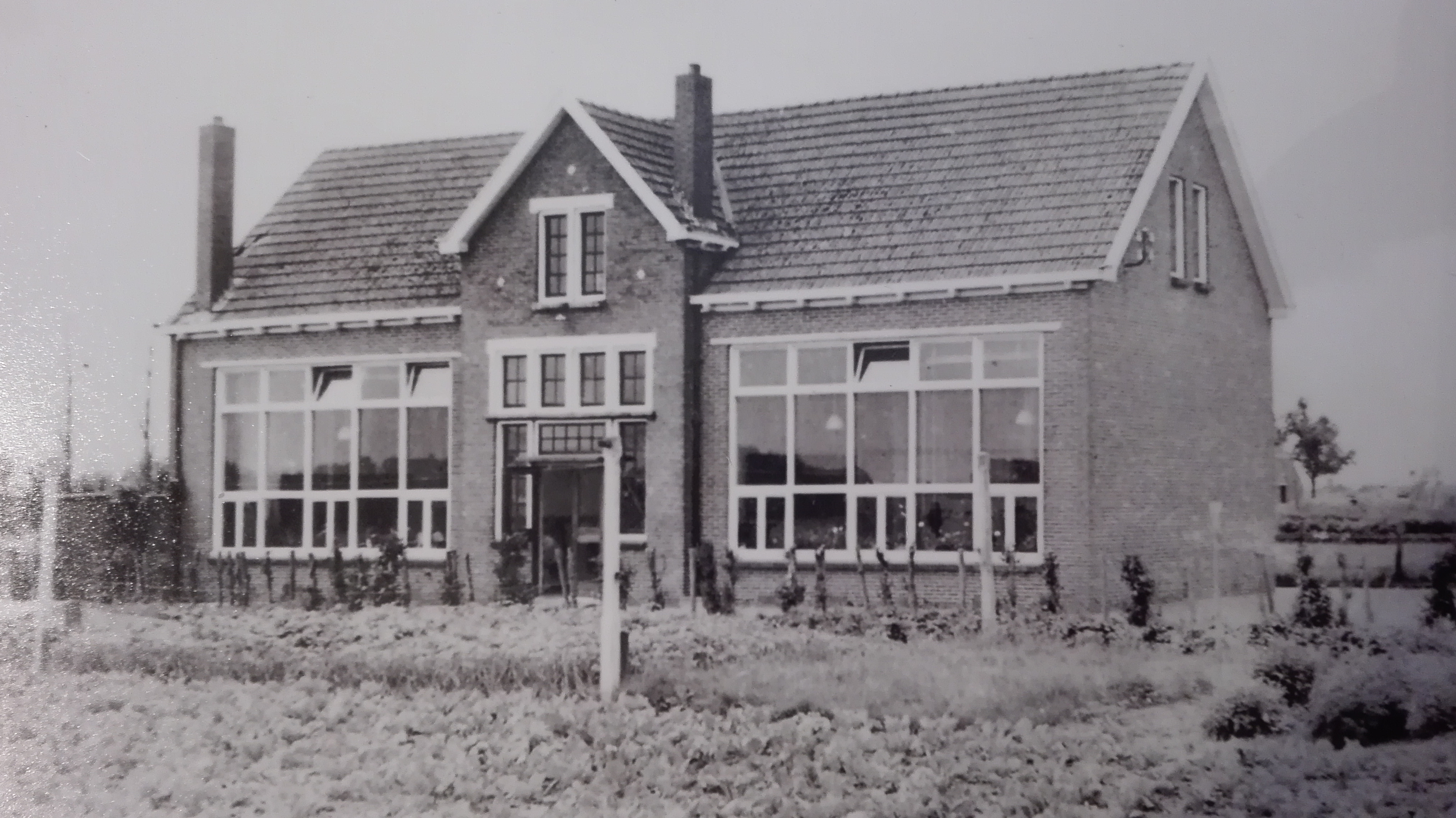
Voormalig Gereformeerde Lagere School, later Openbare Lagere School, tegenwoordig dorpshuis

Oudeschip (Gronings: t Olschip), tot ver in de twintigste eeuw ook wel geschreven als Oude Schip, is een dorp ten noordoosten van Roodeschool in de gemeente Het Hogeland in de Nederlandse provincie Groningen. Tot 1979 behoorde het tot de gemeente Uithuizermeeden. De kern telt volgens het CBS 130 inwoners (1 januari 2023) en het postcodegebied 275 inwoners. Hiermee behoort Oudeschip tot de kleinste woonkernen in de gemeente Het Hogeland.

## Geografie
Oudeschip is volgens de Staatsalmanak de noordelijkste plaats van het vasteland van Nederland. Alleen de buurtschappen Koningsoord, Valom en Heuvelderij liggen nog noordelijker dan Oudeschip.
Ten noorden van Oudeschip ligt de Eemshaven. In verband daarmee werd in de jaren 1970 verwacht dat het dorp zou moeten verdwijnen. Uiteindelijk bleek de ontwikkeling van de haven tegen te vallen en bleef het dorp bestaan.
Vlak bij Oudeschip ligt het Aeilsgat, een kolk die ontstond tijdens de Kerstvloed van 1717.

## Geschiedenis

### Ontstaan
De naam Oudeschip zou afkomstig zijn van het omstreeks 1760 gestrande zeilschip Azia. Het zou door een groep mannen over de dijk getrokken zijn en jarenlang tot woonhuis hebben gediend. Uiteindelijk was het schip zo bouwvallig, dat op dezelfde plek (aan de Buitenweg) een huis werd gebouwd, waarin de jeneverkroeg Het Oude Schip werd gevestigd. Het ging er ruig aan toe. Bij de Groote Tjariet bevond zich een duiker, de Tjapomp, waar volgens documenten uit 1778 in de vroege zomers van de jaren daarvoor een schip aanlegde met "diggel" (grof aardewerk). De diggelmarkten die dan werden gehouden, gingen gepaard met veel drankmisbruik en ongeregeldheden. Op aandringen van de kerkenraad van Uithuizermeeden werden deze markten verboden. Ter herinnering draagt het tegenwoordige dorpshuis van Oudeschip de naam Diggelschip.

### Ontwikkeling en middenstand
In 1798 wordt de plaats voor het eerst vermeld op een kaart. Oorspronkelijk stonden er slechts enkele boerenhoeven en daglonerswoninkjes, maar vanaf omstreeks 1840, na de droogmaking van de Oostpolder, ontwikkelde het gehucht Oudeschip zich tot een dorp. Er waren twee bebouwde kernen, aan de weg en aan de dijk, die geleidelijk naar elkaar toe groeiden. Parallel aan de dijk ontstond de Molenweg met een korenmolen uit 1866, huizen en enkele winkels. Deze straat werd daarom vroeger ook wel het 'burgerwegje' genoemd. Een kerkgebouw heeft Oudeschip nooit gehad. Voor kerkgang waren de bewoners, althans de Nederlands Hervormden onder hen, aangewezen op het Nijkerkje in het naburige Oosteinde, dat in 2010 werd gesloten.
In 1884 werd een grindweg aangelegd naar Oudeschip (de Derk Luddesweg), waardoor het dorp beter bereikbaar werd. De afstand vanaf Oosteinde is twee kilometer. In het dorp woonden vooral landarbeiders, die bij de boeren in de omtrek in dienst waren. Later ontstond er ook enige middenstand. Rond 1900 telde deze volgens het adressenboek onder meer een barbier (tevens kleermaker), expediteur, smid (tevens fietsenmaker), kuiper (tevens wagen- en rijtuigenmaker), molenaar, schoenmaker, timmerman en twee logementhouders. In de loop der tijd kwamen er ook vijf kruideniers, twee bakkers, twee schilders, een manufacturenzaak en een slager. De korenmolen ten zuiden van de driesprong van de Molenweg met de Derk Luddesweg werd in 1943 afgebroken omdat een beschadiging aan het mechaniek niet te repareren bleek. 
Op de plek van de molen en het molenhuis werden in 1954 twee huurwoningen gebouwd. Na de oorlog nam het aantal middenstanders snel af. In de jaren 1960 telde het dorp nog een kapper, wagenmaker, smid, kruidenier, klompenmaker en een café. In 1978 waren alleen de kapper, het café en de kruidenier er nog. De kruidenier Luit Kap hield het het langst vol. Zijn zaak werd de winkel van Sinkel genoemd en bestond ongeveer 60 jaar toen hij in 2013 op 92-jarige leeftijd overleed.

### Onderwijs
De eerste school in het dorp kwam voort uit een initiatief van de dorpsbewoners, die al vanaf 1834 thuisonderwijs organiseerden omdat zij de afstand naar Roodeschool te groot vonden. In 1845 werd door toedoen van een lokale boer een nieuwe school gebouwd aan de Derk Luddesweg, die in de loop der tijd ongeveer 50 leerlingen telde. In de jaren 1910 wilden de gereformeerden en hervormden samen een school openen, maar uiteindelijk werd men het niet eens, waardoor er in 1919 een gereformeerde lagere school werd gebouwd en in 1920 een hervormde lagere school. Hoofd van de gereformeerde lagere school was de verzetsheld Binne Roorda. De gereformeerde lagere school aan de Molenweg werd reeds in 1938 wegens een gebrek aan leerlingen gesloten, waarop de openbare school in het gebouw trok. De hervormde school, die tijdens de oorlog in 1944 werd gevorderd door de Duitsers, hield het nog een aantal decennia langer vol, doordat kruidenier Luit Kap tot tweemaal toe een drieling kreeg en zijn kinderen naar deze school stuurde. In 1976 werd de hervormde lagere school aan de Dijkweg echter toch opgeheven en daarna gesloopt. De openbare lagere school telde in 1982 nog 10 leerlingen. De minister van onderwijs stelde een opheffingsnorm van 23 leerlingen in, waarop de school bij de invoering van het basisonderwijs in 1985 werd opgeheven als laatste van de drie scholen. Daarna werd het buurthuis in het gebouw gevestigd.

### Eemshaven
Toen begin jaren zeventig de Eemshaven werd aangelegd, de voorzieningen in het dorp achteruitliepen en het inwonertal daalde, begon de bevolking te vrezen dat de Eemshaven weleens kon zorgen voor een soortgelijke situatie als in de Oosterhoek, waar drie dorpen (Oterdum, Heveskes en Weiwerd) van de kaart moesten verdwijnen. Begin jaren 1970 staken de eerste geruchten hierover de kop op. De burgemeester van de toenmalige gemeente Hefshuizen verklaarde in 1979 dat er inderdaad zou worden aangestuurd op een 'ontvolkingsproces' om rond 1985 het dorp af te kunnen breken en in te richten als 'groenstrook' voor de Eemshaven, waarvan men destijds grote verwachtingen had.
Het gevolg was dat de gemeente in afwachting van de slopershamer niets meer aan het onderhoud van de openbare ruimte deed, waardoor het dorp snel verpauperde. De wegen kwamen vol gaten te zitten, molgoten verstopten en de straatverlichting hield er ook mee op. Verscheidene bewoners lieten hun huizen daarop eveneens verslonzen. Een groot aantal Schipsters vertrok naar andere dorpen, waarna hun huizen voor afbraakprijzen werden opgekocht door bijvoorbeeld Duitsers en westerlingen die de kans op een snelle ontwikkeling van de Eemshaven niet zo groot achtten, dan wel door mensen die hoopten op een hoge vergoeding wanneer het tot onteigening zou komen. Het havenschap poogde ondertussen enkele leegstaande huizen op te kopen om ze te slopen. Een tiental huizen brandde door toedoen van onbekenden af, mogelijk om verzekeringsgeld op te strijken. Onder de afgebrande panden was ook het voormalige café dat destijds (1979) in gebruik was als seksclub De Lichtboei. Toen tegen het einde van de jaren 1980 de Eemshaven in malaise verkeerde en bleek dat het dorp net als Borgsweer zou blijven bestaan, keerde het tij en werd het dorp langzaam weer opgeknapt.

### 21e eeuw
Toen de haven uiteindelijk toch tot bloei kwam, stak in 2008 de vrees voor het verdwijnen van het dorp nogmaals de kop op. Groningen Seaports verzekerde dat de Eemshaven eerst naar het oosten zou worden uitgebreid. Begin 21e eeuw woedde er in het dorp een strijd tegen de komst van een grootschalig glastuinbouwcomplex in de Eemshaven. Bewoners vreesden dat het door het vele benodigde licht nooit meer donker zou worden in Oudeschip. In 2013 verdween het plan voorlopig van tafel. 
In de directe omgeving van Oudeschip werd in november 2011 het hoogspanningsstation Oudeschip van nutsbedrijf TenneT geopend. In de zomer van 2017 werd bekend dat er plannen zijn om in de directe nabijheid van Oudeschip een windmolenpark met 20 grote windturbines te vestigen. Tegelijkertijd werd de mogelijkheid geopperd van een uitkoopregeling voor de bewoners, om bij eventueel vertrek een rechtvaardige compensatie voor hun koopwoningen te garanderen. Een jaar later werd bekendgemaakt dat de gemeente Eemsmond zich hiervoor daadwerkelijk zou gaan inspannen.

## Vervoer
Openbaar vervoer (de bus van Scheper & Mulder, later de Marnedienst, nog later de GADO en nog later een buurtbus) komt al jaren niet meer in Oudeschip. Door de aanwezigheid van de Eemshaven zijn er wel goede wegvoorzieningen in de directe nabijheid: de N33 en de N46.

## Militaire geschiedenis

### Duitse vestingwerken
In 1944 werd door de Duitse bezetter besloten tot de aanleg van een Seezielbatterie (zeedoelbatterij) aan de dijk van de Oostpolder (Dijkweg 2) bij Oudeschip. Deze kustbatterij zou net als een aan te leggen batterij bij Hamswehrum de kust bij Emden moeten beschermen tegen de oprukkende geallieerden. Op 31 december 1944 begon Organisation Todt met de aanleg. De bedoeling was dat het geheel klaar zou zijn in maart 1945, maar door aanhoudende vorst kwam er waarschijnlijk slechts een geschutspositie gereed, terwijl er nog minstens twee in aanbouw waren bij de bevrijding van Groningen in april 1945. Na de oorlog werden alle vestingwerken geslecht.

### Korps Luchtwachtdienst
Achter Derk Luddesweg 26 werd in de jaren 1950 een luchtwachttoren gebouwd, die na de jaren 1970 werd afgebroken.